# Deakin
Pour les articles homonymes, voir Deakin (homonymie).

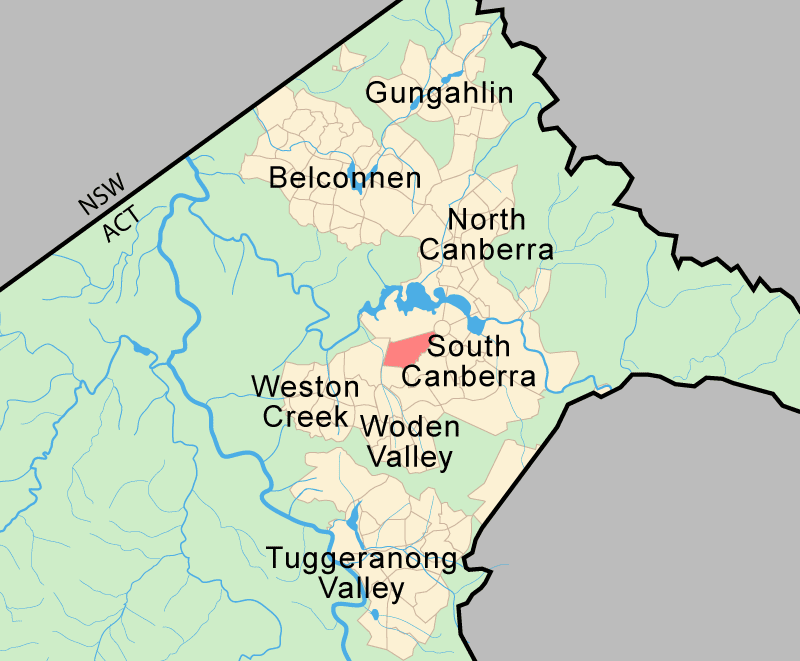
Deakin (en rose) un quartier de Canberra.

Deakin (code postal: ACT 2600) est un quartier de l'arrondissement de Canberra Sud, à Canberra la capitale fédérale de l'Australie. Le quartier doit son nom à Alfred Deakin qui fut le second premier ministre d'Australie. Les rues du quartier portent des noms d'anciens gouverneurs, gouverneurs-généraux et diplomates.
Le quartier abrite la résidence officielle du premier ministre,The Lodge et quelques ambassades notamment celles d'Italie et de Hongrie.